# Attraverso lo specchio (Lost)
Attraverso lo Specchio (Through the Looking Glass) è il 69º episodio della serie televisiva statunitense Lost, 22º ed ultimo della terza stagione della serie prodotta dalla ABC. Scritto da Damon Lindelof e Carlton Cuse, fu invece diretto dal produttore esecutivo di Lost Jack Bender. Alla sua prima messa in onda, il 23 maggio 2007, fu seguito tra gli Stati Uniti ed il Canada da circa 14 milioni di persone. Come nei due finali di stagione precedenti, l'episodio ha una durata doppia di circa ottanta minuti. Nella versione in DVD ed in diversi paesi l'episodio è stato diviso in due parti. Considerato come uno degli episodi più belli della serie, Attraverso lo Specchio fu candidato a tre Emmy Award e ad un DGA Award che però non riuscì a vincere, ricevendo comunque molte critiche positive da parte di diverse testate giornalistiche.
L'episodio inizia nel dicembre 2004, 90 giorni dopo lo schianto del volo Oceanic Airlines 815 sull'isola e vede i sopravvissuti alle prese con un imminente scontro con gli Altri, misteriosi abitanti dell'area, e nel tentativo di riuscire a chiedere aiuto ad una nave in sosta a circa ottanta miglia di distanza. In diversi punti la narrazione principale è interrotta da alcune scene che mostrano un Jack che vive a Los Angeles, depresso, alcolizzato e dipendente da farmaci. Nella scena finale dell'episodio si scoprirà che si tratta di diversi flashforward di un non precisato momento nel futuro, al posto dei flashback normalmente presenti nelle puntate della serie.

## Trama

### Sull'isola
Gli Altri organizzano un'incursione all'interno del campo dei sopravvissuti del volo 815 con l'obiettivo di catturare tre donne segnalate da Juliet con un corallo bianco sulle loro tende come adatte per i suoi studi sulla fertilità nell'isola e sul perché le donne incinte muoiano entro il terzo trimestre di gravidanza. Una degli obiettivi, Sun, sta appunto aspettando un bambino concepito dopo lo schianto. Karl, ragazzo di Alex bandito dagli Altri, viene avvertito dalla fidanzata che Ben ha anticipato l'operazione di un giorno, per cogliere di sorpresa i sopravvissuti. Parte quindi su una canoa diretto alla loro spiaggia. Sayid, Jin e Bernard decidono quindi di restare per tendere un'imboscata agli uomini inviati da Ben utilizzando la dinamite della Roccia Nera per attirarli in trappola, mentre gli altri sopravvissuti, guidati da Jack e dalla Rousseau, partono diretti alla torre radio dell'isola al fine di mettere fine al messaggio che viene trasmesso ormai da sedici anni.
Intanto Desmond e Charlie si recano, a bordo della canoa di Karl e lungo il cavo subacqueo trovato sulla spiaggia da Sayid, a una stazione sottomarina del progetto DHARMA chiamata lo Specchio, la cui presenza era nota solo a Ben, a due degli Altri di guardia in quel luogo e a Juliet, che ne ha rivelato l'esistenza ai sopravvissuti. Infatti l'unico modo per disattivare il blocco delle trasmissioni radio presente intorno all'isola è tramite la stazione stessa. Charlie sa che morirà nel corso di questa missione dall'ultima visione avuta da Desmond, che gli racconta di aver visto la rockstar all'interno della sala comandi che dopo aver premuto un pulsante sul pannello e aver sbloccato le trasmissioni annega.
Charlie e Desmond partono e raggiungono con la canoa il punto sotto il quale si trova la stazione. L'ex rockstar consegna a Desmond la lista dei cinque migliori momenti della sua vita da dare a Claire. Desmond gli dice che non è obbligato a farlo e che se vuole può andare lui al suo posto. Charlie acconsente, ma appena l'uomo si volta lo colpisce con la pagaia tramortendolo. Si tuffa dunque in acqua, mentre il sole è sulla via del tramonto.
Scesa la notte, Jin, Sayid e Bernard si appostano armati pronti a sparare alla dinamite piazzata all'interno delle tende designate. Arriva quindi una squadra composta da dieci degli Altri che si avvicina alle tende contrassegnate dal corallo bianco. I tre fanno saltare in aria due delle tre tende uccidendo sette dei rapitori, ma Jin non riesce a colpire il suo bersaglio e i tre che si erano avvicinati alla sua tenda, guidati da Tom, riescono a catturarlo insieme ai suoi compagni. I sopravvissuti si preoccupano udendo solamente due e non tre esplosioni come programmato. Il mattino dopo, temendo che sia successo qualcosa, Sawyer e Juliet decidono di tornare indietro per vedere se possono dare una mano. Prima di partire con Sawyer, Juliet scambia un bacio con Jack, ma qualche istante dopo Jack dirà a Kate di amarla. Hurley, intanto, raggiunge Sawyer e Juliet, ma i due si rifiutano di portarlo con sé, offendendolo.
Nel frattempo, Charlie è stato catturato dalle due guardie degli Altri presenti nella stazione, Bonnie e Greta, che lo legano ad una sedia e chiamano Ben via radio per avvertirlo. Quest'ultimo ha così conferma del tradimento di Juliet di cui era stato avvisato da Tom la sera precedente e invia Mikhail allo Specchio per risolvere la questione. Mikhail arriva alla spiaggia e da lì inizia a sparare a Desmond, che si è appena svegliato sulla canoa e che allarmato si tuffa in acqua raggiungendo lo Specchio. Una volta laggiù incontra Charlie che, immobilizzato da Bonnie e Greta, gli ordina di nascondersi all'interno di un armadietto di metallo. Arriva Mikhail che avvisa le due della presenza di Desmond all'interno della base sottomarina. Le due, incredule, interrogano Charlie, il quale fornisce però solo risposte molto vaghe. Nel frattempo, il russo contatta nuovamente Ben, poi su ordine del capo spara a Greta e a Bonnie, ma viene fermato da Desmond che salta fuori dall'armadio e lo arpiona con un fucile subacqueo.
Intanto Ben e Alex raggiungono i sopravvissuti in viaggio verso la torre radio. Ben parla in privato a Jack chiedendogli di tornare indietro e di lasciar perdere, sostenendo che Naomi non è chi dice di essere e che la nave da cui proviene non è una nave di soccorso, bensì una nave di nemici che vogliono trovare l'isola, pertanto intima a Jack di consegnargli il telefono satellitare di Naomi. Il chirurgo si rifiuta e Ben fa uccidere da Tom i tre rimasti alla spiaggia. Jack, furioso, scatena tutta la sua ira pestando Ben. Alex scopre che Danielle è sua madre e le due si riuniscono. Intanto alla spiaggia, Tom non ha ucciso i tre, ma ha solo sparato a terra, nella speranza di convincere Jack a desistere. Con Sawyer e Juliet arriva anche Hurley a bordo del furgoncino della DHARMA da lui trovato nella giungla, con il quale investe due degli Altri. Dopodiché Sawyer fredda Tom con un colpo di arma da fuoco, anche se quest'ultimo era ormai disarmato, per vendicarsi del rapimento di Walt.
Locke è ancora disteso all'interno della fossa comune dei membri della DHARMA dove è caduto dopo che Ben gli ha sparato in L'uomo dietro le quinte. Tentato di farla finita dalla pistola al suo fianco, vede però Walt in una visione, che gli comunica di alzarsi in quanto c'è ancora del lavoro da fare.
Charlie convince Bonnie moribonda a comunicargli il codice che deve essere inserito all'interno del pannello comandi dello Specchio per sbloccare le trasmissioni. La donna gli rivela che si tratta delle note del brano Good Vibrations dei Beach Boys. Charlie inserisce i numeri corrispondenti alle note e subito la stazione riceve una trasmissione: è Penelope Widmore, in cerca di Desmond, che però dice di non trovarsi su nessuna nave e di non conoscere tantomeno alcuna Naomi. I "soccorritori" non sono perciò chi dicono di essere, dunque Ben potrebbe avere ragione. Mikhail si è intanto ripreso ed è uscito dalla stazione armato di una granata. Bussa all'oblò della sala comandi. Charlie, che lo vede, chiude subito il portellone di emergenza, lasciando fuori Desmond che assiste alla scena impotente. Il soldato russo fa saltare in aria disintegrando l'oblò con la granata che lascia entrare immediatamente un'enorme massa d'acqua. Prima di morire, l'ex rockstar si scrive sulla mano con un pennarello la frase NOT PENNY'S BOAT ("Non è la nave di Penny") e la mostra al compagno attraverso un oblò perché possa comunicare ai sopravvissuti del pericolo che corrono.
Una volta disattivato il blocco delle telecomunicazioni stabilitosi intorno all'isola e arrivati alla torre radio, la Rousseau disattiva il suo messaggio di soccorso e il telefono satellitare di Naomi riprende a funzionare. Proprio mentre sta chiamando la nave, però, la donna viene accoltellata alle spalle da Locke, il quale non volendo tornare a casa minaccia Jack di sparargli al solo utilizzo del telefono. Jack non desiste e chiama la nave, da cui risponde la voce di un uomo. In breve tempo qualcuno arriverà sull'isola per riportarli sulla terraferma. Ben assiste impotente, mentre Locke si allontana.

### A Los Angeles
In alcuni flashforward, Jack vive a Los Angeles, dove continua a fare il chirurgo. Dipendente da ossicodone e alcolizzato, durante un volo di ritorno verso Los Angeles legge su un giornale una notizia che lo sconvolge. Disperato, non sa più che cosa fare e tenta di togliersi la vita gettandosi dal ponte sul viadotto di Sixth Street, ma un incidente stradale alle sue spalle risveglia in lui l'istinto naturale di aiutare la gente, così salva i passeggeri del veicolo ed evita il suicidio.
Jack partecipa al funerale di un uomo come unico presente. Viene spesso rimproverato per il suo comportamento dal primario che vorrebbe cercare di aiutarlo, invano. La sua casa è piena di mappe, atlanti e dati sull'Oceano Pacifico meridionale.
Una sera, il chirurgo telefona a Kate per chiederle un appuntamento. I due si vedono nei pressi di una pista dell'aeroporto. Jack le mostra l'articolo che lo affligge, un necrologio, e le dice che avrebbe sperato che fosse andata anche lei al funerale. Le dice che è stanco di mentire e le chiede di cercare di tornare sull'isola insieme a lui. Egli utilizza infatti una golden card donatagli dalla Oceanic Airlines per volare ogni venerdì verso diverse città oltre l'Oceano Pacifico nella speranza che durante il viaggio di ritorno l'aereo precipiti nuovamente. Kate, in lacrime, lo lascia e si allontana in auto per evitare di continuare una conversazione che hanno apparentemente già affrontato. Jack, disperato, le urla che devono tornare indietro mentre un 747 si alza in volo dalla pista alle sue spalle.

## Produzione

### Sceneggiatura

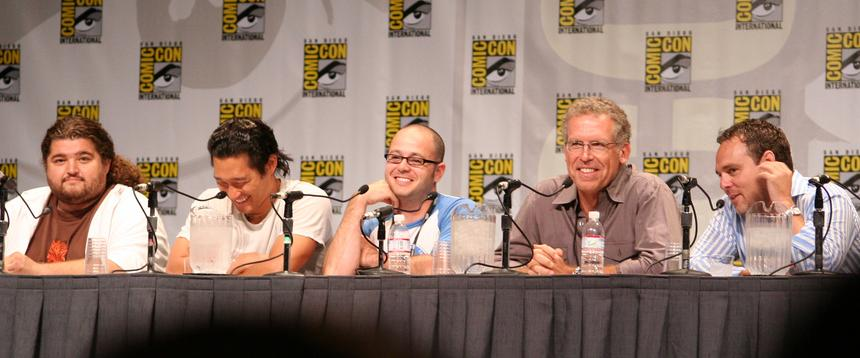
Jorge Garcia e Daniel Dae Kim in compagnia dei produttori esecutivi Lindelof, Cuse e Bryan Burk in conferenza al padiglione di Lost al Comic-Con di San Diego (California).

Il titolo dell'episodio è un riferimento al romanzo di Lewis Carroll Attraverso lo specchio e quel che Alice vi trovò, che dà anche il nome alla stazione DHARMA scoperta da Charlie nell'episodio precedente. Le riprese iniziarono il 13 aprile 2007 e terminarono il 7 maggio dello stesso anno. Gli autori della serie erano così indietro con la scrittura dei copioni che le parti di Attraverso lo Specchio furono terminate solo dopo quelle di alcuni episodi della quarta stagione. La maggior parte delle riprese furono effettuate sull'isola di Oahu, nelle Hawaii, alcune a Los Angeles mentre il set dell'ospedale dove lavora Jack nei suoi flash-forward è lo stesso utilizzato in un'altra famosa serie della ABC, Grey's Anatomy.

### Cast
Pur non essendo menzionato nel comunicato stampa della ABC, l'attore quindicenne Malcolm David Kelley interpretò in un piccolo cameo il giovane di dieci anni Walt Lloyd e fu accreditato come special guest star. Kelley, il cui personaggio aveva lasciato la serie nel finale della seconda stagione, (in Si vive insieme, si muore soli) solo 26 giorni prima degli eventi di Attraverso lo Specchio), non ritornava sul set di Lost da circa un anno e, nel suo piccolo cameo, si nota come l'attore sia cresciuto visibilmente e come la sua voce sia divenuta più profonda. Inizialmente gli autori avevano sperato anche in un ritorno del padre del ragazzo, Michael Dawson, interpretato da Harold Perrineau, che non poté però partecipare alle riprese poiché già impegnato sul set dell'episodio pilota della serie Demons, della CBS. Perrineau ritornerà poi a fare parte del cast nel corso della quarta stagione, dove ricoprirà un ruolo nuovamente importante. Anche Rob McElhenney, che interpreta l'Altro Aldo (già apparso in Non a Portland e ucciso nel finale dai sopravvissuti alla spiaggia), non appare nel corso dell'episodio perché impegnato sul set della sit-com C'è sempre il sole a Philadelphia della FX. Damon Lindlelof e Carlton Cuse hanno inoltre prestato le loro voci per due personaggi (il comandante dell'aereo ed il direttore del notiziario) i cui volti non sono però visibili.

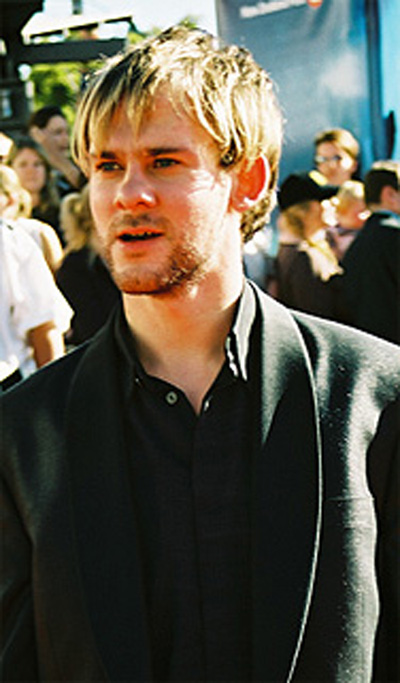
Dominic Monaghan, che interpreta Charlie Pace, fa in questo episodio la sua ultima apparizione come personaggio principale nella serie. Ricomparirà successivamente in sogno a Hurley in L'inizio della fine.

La stagione si conclude con la morte di Charlie (già profetizzata da Desmond fin dall'ottavo episodio della stagione Déjà vu) nell'allagamento dello Specchio causato dall'esplosione di Mikhail. Charlie era più volte sfuggito alla morte nel corso della serie grazie all'intervento dell'ex militare scozzese, che gli aveva però rivelato in Greatest Hits, come la sua morte fosse apparentemente necessaria a far sì che la sua ragazza, Claire, potesse lasciare l'isola. Gli autori della serie iniziarono a concepire questa parte della storia di Charlie nel corso della produzione della seconda metà della seconda stagione della serie, ma la notizia venne data al personaggio solo durante le riprese del terz'ultimo episodio della serie, L'uomo dietro le quinte.

### La scena finale e i flash-forward
Jack Bender rimase molto contento dell'interpretazione di Matthew Fox e disse che durante la produzione lo aveva visto molto impegnato e appassionato. L'attore replicò dicendo che per lui non era stato poi così pesante e che si era sentito molto più stanco dopo aver girato altri episodi del serial. Come nel caso degli altri cliffhanger presenti al termine dei due finali di stagione precedenti, all'ultima scena venne dato un nome in codice in modo tale che il suo contenuto potesse rimanere top secret, The Rattlesnake in The Mailbox. Una volta terminato il copione della scena finale a vederlo furono solo Fox, Lilly, Bender ed il co-produttore esecutivo Jean Higgins. Per il luogo delle riprese venne scelto un vecchio parcheggio abbandonato ad Honolulu. L'aeroporto di Los Angeles ed il 747 in decollo sullo sfondo furono girati separatamente e poi inseriti nella sequenza utilizzando l'effetto chroma key.
A dispetto delle misure di sicurezza prese sul set, una completa e dettagliata sinossi di Attraverso lo Specchio venne pubblicata su internet oltre una settimana prima della sua messa in onda. La Disney iniziò un'indagine che costrinse gli autori Lindelof e Cuse al silenzio stampa sull'argomento, poi parzialmente rotto al Comic-Con 2007. La cappella che Jack visita al momento del funerale dell'uomo di cui ha letto sul giornale venne chiamata dagli autori Hoffs/Drawlar, anagramma di flash-forward. L'idea di utilizzare questa tecnica narrativa venne agli autori a partire dalla fine della prima stagione, quando i flashback avevano ormai già rivelato gran parte del passato dei personaggi.

### Post produzione
La fase di post produzione di Attraverso lo Specchio iniziò il 21 maggio 2007, a soli due giorni prima della sua messa in onda. Come per tutti gli episodi della serie, la colonna sonora venne composta da Michael Giacchino, ma in due occasioni furono utilizzati anche brani di altri artisti molto conosciuti. Mentre Jack si dirige a bordo della sua jeep alla cappella dove si terrà il funerale dell'uomo misterioso di cui ha letto al suo ritorno da Sydney ascolta alla radio Scentless Apprentice dei Nirvana, mentre le note da suonare per sbloccare le telecomunicazioni con il mondo esterno sono quelle di Good Vibrations dei Beach Boys. Inoltre Charlie sulla spiaggia suona una canzone composta dallo stesso Monaghan. Come tutti i finali di stagione di Lost, anche Attraverso lo Specchio ha una durata superiore rispetto agli altri episodi della serie e a causa della sua lunghezza in alcuni paesi e nella versione DVD venne diviso in due parti. A differenza degli episodi precedenti, alla sua prima visione non fu preceduto da un riassunto delle puntate precedenti bensì da un episodio speciale riassuntivo della terza stagione intitolato: Lost: Le risposte, presentato da Lindelof e Cuse e narrato dal famoso attore Kyle MacLachlan. Cuse e Lindelof si dichiararono molto fieri del loro lavoro ed il presidente dell'ABC Stephen McPherson lo decretò come uno dei migliori episodi di tutta la serie. Buena Vista Home Entertainment pubblicò l'episodio in DVD e Blu-ray Disc l'11 dicembre 2007 in Stati Uniti e Messico. Nella featurette Lost: On Location, vengono mostrati cast e sceneggiatori al lavoro di diversi episodi, tra cui Attraverso lo Specchio. Una versione dell'episodio, sottotitolata in modo simile alla serie Pop-up Video della VH1 fu trasmessa il 30 gennaio 2008. Essa non fu scritta dagli autori di Lost a causa dello sciopero degli sceneggiatori tra il 2007 ed il 2008 e fu seguita da 9 milioni di spettatori negli Stati Uniti.

## Accoglienza

### Audience
Attraverso lo Specchio registrò l'audience più alta in quindici episodi di Lost e nella settimana della sua prima messa in onda fu la serie televisiva della ABC più seguita con 13,86 milioni di telespettatori (dopo NCIS). La prima parte dell'episodio fu seguita da 12,67 milioni di persone e l'audience crebbe a 15,04 milioni nella seconda parte. 5,9 telespettatori su 15 tra i 18 ed i 49 anni guardarono l'episodio. Nel Regno Unito invece furono in 1,21 milioni a vedere Attraverso lo Specchio, che fu anche qui il secondo programma più visto trasmesso da satellite. In Australia fu invece solo il trentasettesimo show più seguito della settimana, con 1,17 milioni di telespettatori, mentre in Canada nella prima parte l'episodio fu il sedicesimo programma più seguito e nella seconda il quindicesimo, entrambe trasmesse rispettivamente prima e dopo American Idol.

### Premi
L'episodio è stato candidato nelle categorie "Miglior regia per una serie drammatica", "Miglior sceneggiatura per una serie drammatica" e "Miglior montaggio per una serie drammatica" ai 59º Primetime Emmy Awards, non riuscendo però a vincere in nessuna categoria. Il finale di stagione era stato presentato agli Emmy per la categoria "Miglior serie drammatica", ma non è stata inclusa nella cinquina dei possibili vincitori. Jack Bender è stato candidato al Directors Guild of America Award nella categoria "Miglior regia per una serie drammatica", ma non ha vinto.
Attraverso lo Specchio è risultato vincitore di un sondaggio indetto da AOL, in cui chiedeva ai suoi redattori di votare il "Miglior finale di stagione mozzafiato", inoltre ha vinto come "Episodio drammatico dell'anno" ai Gold Derby TV Awards del Los Angeles Times. Tra gli altri premi, l'episodio si è aggiudicato tre E! Tater Top Awards. Secondo un sondaggio indetto dall'Internet Movie Database, Attraverso lo Specchio sarebbe il miglior episodio di tutta la serie.